# Grčić
Pour l’article homonyme, voir Konstantin Grcic.
Grčić (en serbe cyrillique : Грчић) est un village de Serbie situé dans la municipalité de Ljubovija, district de Mačva. Au recensement de 2011, il comptait 261 habitants.

## Démographie
| 1948 | 1953 | 1961 | 1971 | 1981 | 1991 | 2002 | 2011 |
| ---- | ---- | ---- | ---- | ---- | ---- | ---- | ---- |
| 874  | 875  | 817  | 668  | 545  | 400  | 334  | 261  |

|  |